# ژانویه سیاه
ژانویه سیاه (ترکی آذربایجانی: Qara Yanvar) که از آن با عنوان شنبه سیاه نیز یاد می‌شود، به سرکوب خونین جنبش استقلال‌خواهی آذربایجان که در تاریخ ۱۹–۲۰ ژانویه ۱۹۹۰ پیش از فروپاشی شوروی سابق، به دست ارتش سرخ در شهر باکو پس از اعلام حالت فوق‌العاده انجام گرفت، گفته می‌شود. انجمن یادبود، گزارش کرده‌است که اعلام حالت فوق‌العاده از طرف شوروی منجر به تنش بیشتر شده و در نهایت نیروهای شوروی بدون اعلام قبلی، اقدام به استفاده از زور برای سرکوب معترضین نمود که در نتیجه آن تعداد زیادی از شرکت‌کنندگان در تظاهرات کشته شدند. امروز از این روز با عنوان روز زنده شدن مجدد جمهوری آذربایجان یاد می‌شود.
دبیرکل حزب کمونیست اتحاد جماهیر شوروی میخائیل گورباچف و وزیر دفاع دمیتری یازوف ادعا کردند که اقدام نظامی برای خنثی کردن تلاش های جنبش استقلال طلبانه جمهوری آذربایجان برای سرنگونی دولت کمونیستی آذربایجان ضروری است. براساس برآوردهای رسمی ، 147 غیرنظامی آذربایجانی کشته شده‌اند ، 800 نفر نیز زخمی شده اند و پنج نفر نیز مفقود شده اند. اما آمار غیررسمی تعداد قربانیان را 300 کشته اعلام کرده است. بعداً ، در سال 1995 ، گورباچف با بیان اینکه: "اعلام وضعیت اضطراری در باکو بزرگترین اشتباه کار سیاسی من بود ، از ملت آذربایجان عذرخواهی کرد.
فیلم مستندی به مدت زمان ۲۸ دقیقه از این واقعه، به نام ژانویه سیاه توسط بابک مینایی کارگردان فیلم های مستند ساخته شده است که با حضور کارگردان در شهر باکو، به دلایل و شرح این حادثه و نتایج آن میپردازد و در طی فیلم با فرزند یکی از کشته های این واقعه همراه شده است.

## نگارخانه

مزار کشته شدگان